# Saxifraga conifera
Saxifraga conifera là một loài thực vật có hoa trong họ Saxifragaceae. Loài này được Coss. & Durieu miêu tả khoa học đầu tiên năm 1864.